# (295565) Hannover
(295565) Hannover ist ein Asteroid des mittleren Asteroidengürtels, der sich zwischen den Planeten Mars und Jupiter befindet. Er wurde am 27. September 2008 vom Hobby-Astronomen Erwin Schwab in Zusammenarbeit mit Stefan Karge am Taunus-Observatorium entdeckt. Anhand seiner Helligkeit ermittelte Schwab den Durchmesser des Asteroiden auf etwa 1,5 Kilometer. Er umrundet die Sonne in circa 4,15 Jahren.
Der Asteroid wurde nach der Stadt Hannover, dem Geburtsort von Wilhelm Herschel, dem Entdecker des Planeten Uranus, benannt.